# Kaita (Giappone)
Kaita (海田町?) è una cittadina giapponese della prefettura di Hiroshima.